# Abaciscus figlina
Abaciscus figlina är en fjärilsart som beskrevs av Swinhoe 1890. Abaciscus figlina ingår i släktet Abaciscus och familjen mätare. Inga underarter finns listade i Catalogue of Life.